# 斯蒂芬妮·克肖
斯蒂芬妮·克肖（英語：Stephanie Kershaw，1995年4月19日—），澳大利亚女子曲棍球运动员。她曾代表澳大利亚参加2018年和2022年英联邦运动会曲棍球比赛，获得二枚银牌。她也曾参加2020年夏季奥运会。